# Witheringia laxissima
Witheringia laxissima är en potatisväxtart som först beskrevs av Paul Carpenter Standley, och fick sitt nu gällande namn av W.G. D'arcy. Witheringia laxissima ingår i släktet Witheringia och familjen potatisväxter. Inga underarter finns listade i Catalogue of Life.